# Caraxos
Caraxos (en llatí Charaxus, en grec antic Χάραξος) de Mitilene fill d'Escamandrònumos i germà de Safo va ser un poeta grec.
Enamorat desesperadament de Rodopis (Rhodopis) una hetera de Naucratis, la va rescatar de l'esclavitud per una forta suma de diners, i segons Suides s'hi va casar. Per aquest fet, diu Heròdot, la seva germana Safo va satiritzar al seu germà en un poema quan va tornar a Mitilene, però també es pot llegir en un altre passatge que en realitat va satiritzar a Rodopis. Ateneu de Nàucratis contradient Heròdot, diu que Safo l'anomena Dòrica i no Rodopis, però Suides aclareix que Dòrica era el nom que li va donar Safo al seu poema.